# Nattali Rize
Nattali Rize (Byron Bay, 20. század –), ausztrál zenész; énekesnő, gitáros, szociálaktivista.

## Pályafutása
Kezdetben – Carlo Santone nevű partnerével – Natalie Pa'apa'a néven utcazenészként kezdett fellépni a Skin együttessel. 2004-ben Melbourne-be költöztek és megalakították a nyolctagú Blue King Brown reggae együttest, akikkel aztán több mint egy évtizedig koncerteztek.
Miután 2014-ben Jamaikába költözött, szólistaként dolgozott és fölvette a Nattali „Rize” nevet, ami állítólag az ausztráliai őslakosok szava, és „beszélőt” jelent. A művésznevet Bob Marley „Rise Up” című dala ihlette.
2015-ben a Notis reggae együttessel dolgozott debütáló EP-jén, a New Era Frequency-n. A Rebel Frequency-n vendégként szerepel Julian Marley és mások is.

## Lemezek
- 2015: Nattali Rize & Notis
- 2017: Rebel Frequency

Kislemezek
- Warriors, Rebel Frequency, One People, Natty Rides Again, Meditation, Hypocrisy, Heart of a Lion, Generations Will Rize, Free Up Your Mind, Fly Away, Evolutionary, Ever Rizing Dub